# Tolmeč
Tolmeč (furlansko Tumieç, italijansko Tolmezzo, nemško Tolmein) je mesto in občina na severozahodu severnovzhodne italijanske dežele Furlaniji - Julijski krajini in je središče Karnije oz. od 2016 tudi Karnijske medobčinske zveze, ki zavzema severozahodni kot dežele in meji na Avstrijo in Benečijo (Veneto).

## Geografija
Tolmeč se nahaja v Videmski pokrajini v osrčju Karnijskih Alp, v bližini reke Tilment. 50 km severozahodno od Vidma. V občini se nahaja še pet vasi: Cadunea (fur. Cjadugnee), Caneva (Cjanive), Casanova (Cjasegnove), Fusea (Fusee), Illegio (Dieç) in, Imponzo (Dimponç).

## Zgodovina
Obstoj Tolmeča (Tulmentium) je prvikrat dokumentiran kot del Oglejskega patriarhata ob koncu prvega tisočletja, vendar se predvideva, da je mesto stalo že v predromanskem obdobju. V rimskem času je ozemlje prečkala ena od glavnih poti, ki je povezovala Apeninski polotok z ozemljem sedanje Avstrije.
Kot cvetoči trg je Tolmeč bil obdan z obrambnim zidovjem, 18 stolpi in gradom oglejskih patriarhov. Leta 1420 je bil priključen Beneški republiki z ohranjenimi privilegiji. Leta 1797 je bil s Campoformijskim mirom predan Avstrijskemu cesarstvu, po kratki Napoleonovi vladavini pa je bil priključen k Lombardsko-Beneškemu kraljestvu, ustanovljenemu z Dunajskim kongresom 1815.
Tolmeč je postal del Italijanskega kraljestva v letu 1866.

## Spomeniki in zanimivosti

### Stolnica
Izvira iz leta 1764 in stoji na mestu starodavne cerkve sv. Martina, ki so jo porušili, da bi naredili prostor za novo cerkev, ki jo je zasnoval Domenico Schiavi iz Tolmeča. Obnovljena je bila leta 1931 z dokončanjem fasade; zvonik krona angel.

### Cerkev sv. Katarine
Izvira iz 15. stoletja, vendar je bila v 18. stoletju v celoti obnovljena in ima dragoceno oltarno podobo, ki prikazuje Poroko sv. Katarine, pordenonskega slikarja Pomponija Amaltea iz leta 1537.
- Notranjost
- Stropna freska
- Glavni oltar

### Palača Linussio
Jacopo Linussio, karnijski industrialec iz 18. stoletja, se je odločil za gradnjo veličastnega arhitekturnega kompleksa, ki je služil tako kot tekstilna industrija kot rezidenca njegove družine. Tovarniški kompleks, dokončan leta 1741 po projektu arhitekta iz Tolmeča, Domenica Schiavija, se v svoji funkcionalnosti odziva na bistveno zasnovo: prostornine povezujejo osrednje ohišje, ki ga obdajata dve barchesse; na hrbtni strani dve veliki krili obdajata veliko dvorišče. Fasada ima v sredini eleganten relief z temo Oznanjenja in ploščo z blagovno znamko Linussio. V notranjosti bivališča, ki pri modulaciji sob predlaga beneški model časa, je vidna osrednja dvorana; njeno vlogo, demonstrativno par excellence, poudarjajo freske na stenah, ki odražajo okus tistega časa. Ob palači stoji sodobna plemiška kapela, posvečena Marijinemu oznanjenju.

### Palača Campeis
V palači Campeis je Karnijski muzej popularne umetnosti Michele Gortani, ki je del muzejskega sistema Carnia. Pomembno zbirko, ki je največja v regiji, je leta 1921 ustanovil Michele Gortani; obsežno in izčrpno dokumentira življenje, običaje, kmetijstvo, industrijo Karnije skozi čas z opaznimi zbirkami orodja, orodja, oblačil in s prenovo tipičnih okolij (kuhinje, spalnice in dnevne sobe, starodavne trgovine). Tu so tudi skulpture, slike, glasbeni inštrumenti, freske Francesca Chiarottinija, ločene od Palazza Garzolinija, nekatere slike, med drugim Portret Jacopa Linussia, ki ga je naslikal Nicolò Grassi okoli leta 1732, serija karnijskih portretov 18. - 19. stoletja, tri platna Antonio Schiavija s svetopisemskimi prizori in različnimi miniaturami. Arhitektura stavbe spominja na plemenita beneška bivališča tako v pregradi notranjih prostorov, za katere so značilne prehodne sobe, kot v tlorisu, ki jo sestavljajo osrednji blok z barchesse za stanovanjsko uporabo in manjša stavba za služabnike. Na glavni fasadi izstopajo vhodna vrata in nadzidana okenska okna iz kamna, obloženega z grmom.

### Palača Frisacco
Palača je bila dom družine Frisacco, notarjev zadolženih za karnijska mesta. Stavba v svojih oblikah spominja na beneško-furlansko arhitekturo, za katero je značilen velik vhodni portal v velikanskem klesanju s prekrivno tristransko odprtino s pogledom na kamniti balkon, podprt z dvojnimi kamnitimi policami. Odprtine, uokvirjene s sivim lokalnim kamnom, tečaji in celotna geometrija s kvadratno podlago kažejo stavbo v okolju 19. stoletja. Za notranjost so značilne podstrešje z gostimi lesenimi tramovi in velikimi prostori v piano nobile. Zadnji del je bil uporabljen kot prostor za servis in pranje perila in je bil po obnovitvenih delih v 1960-ih porušen in spremenjen. V stavbi so zdaj muzejske razstave slikarstva in konference o umetniških temah.

### Spodnja vrata
Spodnja vrata so bila del starodavnega mestnega obzidja (12. - 14. stoletje), zdaj skoraj popolnoma izginilo, kar je mesto obdajalo in ščitilo v srednjem veku.

### Stolp Picotta
Zgrajen leta 1477 za obvladovanje vdorov Turkov, so ga Nemci med drugo svetovno vojno (1944) uničili, pozneje pa so ga obnovili po študiju starih dokumentov in fotografijah. Stoji na hribu, do katerega se pride peš po poti, in nudi pogled na celotno okoliško pokrajino in samo mesto.

## Pobratena mesta
- Sankt-Florian (Avstrija),
- Simbach am Inn (Nemčija)
- Nuoro, Italija (2008)
- Fagnigola di Chions, Italija

## Galerija
- Stolnica
- La Porta di Sotto
- Strabut